# Javier Paxariño
Javier Paxariño (ur. 1953 w Grenadzie) – hiszpański kompozytor, multiinstrumentalista i saksofonista, uznawany za jednego z pionierów i głównych reprezentantów muzyki world fusion w Hiszpanii. Jego twórczość łączy elementy tradycji iberyjskich, arabskich, żydowskich, orientalnych, flamenco, jazzu oraz muzyki eksperymentalnej.

## Życiorys
Studiował w konserwatorium muzycznym w Maladze pod kierunkiem profesora Perfecto Artoli. W latach 70. XX wieku współtworzył scenę jazzowo-rockową w Andaluzji, m.in. w ramach formacji Onice Jazz Quartet. W 1980 roku osiedlił się w Madrycie. Występował w klubach jazzowych, takich jak Whiskey & Jazz oraz La Cova del Drac w Barcelonie. Brał udział w warsztatach z Thadem Jonesem i prowadził zajęcia dydaktyczne w Taller de Músicos de Madrid. Współpracował jako muzyk sesyjny z czołowymi artystami hiszpańskimi, m.in. Joaquínem Sabiną, Luisem Eduardo Aute, Miguelem Ríosem, Pablo Guerrero, Víctorem Manuelem i Aną Belén.
Był jednym z współzałożycieli zespołu Radio Tarifa i odegrał istotną rolę w jego początkowym okresie działalności. Wziął udział w nagraniu debiutanckiego albumu grupy, Rumba Argelina (1993), który zdobył uznanie zarówno w Hiszpanii, jak i na arenie międzynarodowej.

## Twórczość i styl
Paxariño gra m.in. na saksofonie sopranowym i tenorowym, flecie prostym, fletni Pana, bansuri, ney, kaval, shakuhachi, dudach i klarnecie basowym. Jego styl muzyczny łączy jazz, flamenco, rytmy bałkańskie i muzykę suficką. Debiutancki album Espacio Interior ukazał się w 1988 roku i był prezentowany m.in. na Festiwalu Jazzowym w Madrycie. W albumach Pangea (1992) i Temurá (1994) eksplorował brzmienia kultur żydowskiej, arabskiej i chrześcijańskiej. Kolejne płyty, Perihelion (1996) i Tribus Hispanas (1998), nagrany z Eliseo Parrą i Juanem Alberto Arteche, przyniosły mu uznanie. Tribus Hispanas został wyróżniony przez miasto Madryt jako najlepszy album roku. 
W 2014 roku założył, z Josete Ordoñezem (gitara) i Manu de Lucena (perkusja), Javier Paxariño Trio. Grupa czerpała inspiracje z rytmiki Gnawa i folkloru Estremadury.

## Muzyka filmowa
Paxariño współpracował z Alberto Iglesiasem, wykonując partie instrumentalne w filmach m.in.: Krowy (1992), Ruda wiewiórka (1993), Kochankowie z Kręgu Polarnego (1998), Wierny ogrodnik (2005), Trzy metry nad niebem (2010), Exodus: Bogowie i królowie (2014), W samym sercu morza (2015).

## Wybrana dyskografia
- Espacio Interior (1988),
- Pangea (1992),
- Temurá (1994),
- Perihelion (1996),
- Tribus Hispanas (1998),
- Ouroboros (2002),
- Dagas de fuego sobre el laberinto (2014).